# Récupération informelle des déchets
Vous lisez un « bon article » labellisé en 2007.
Pour les articles homonymes, voir Récupération de déchets et Chiffonnier.
La récupération informelle des déchets est l'activité consistant à « trier et extraire manuellement des matériaux recyclables divers et réutilisables depuis les déchets mélangés, dans les décharges légales et illégales, aux dépôts et sur, voire sous, les piles de déchets, dans les poubelles, aux différents points de transferts, dans les camions de transport ou ailleurs ». Quand cette activité est pratiquée dans les poubelles, on utilise l'expression « faire les poubelles ». Cette activité est une des façons de récupérer les déchets, les autres façons consistant à les récupérer à la source (avant qu'ils ne soient mélangés à d'autres déchets) ou à les récupérer de façon organisée (par l'intermédiaire des déchèteries).
Cette activité est fréquemment insalubre, souvent risquée, parfois même prohibée selon les lieux. En outre, le regard porté par la société sur les personnes qui procèdent à la récupération informelle des déchets est souvent dépréciatif : à l'exception de quelques cas de personnes le faisant dans un but scientifique ou artistique ou de bricolage. Elle n'est, généralement, pratiquée que par ceux qui n'ont guère d'autres choix, par exemple des habitants des bidonvilles des pays en développement. Elle fait partie des activités de l'économie informelle.
S'il est difficile de savoir combien de personnes exactement exercent cette activité, les estimations donnent un total compris entre 2 et 6 millions de personnes au niveau mondial .

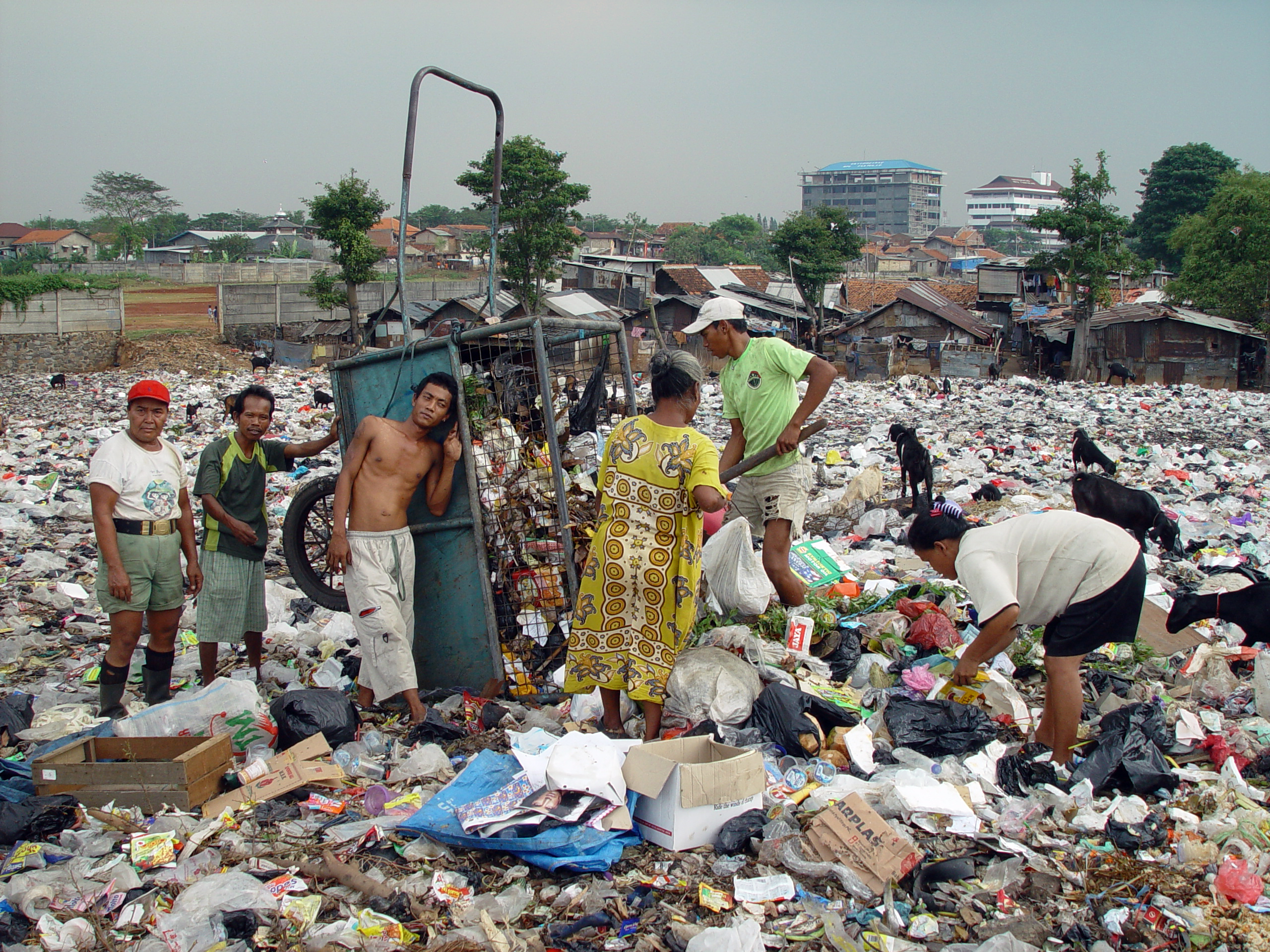
Ramasseurs de déchets sur une décharge de Jakarta en Indonésie.

## Histoire
Le métier de chiffonnier était connu en Europe, et particulièrement en France et en Italie, jusque dans les années 1960. Il existe des communes, par exemple Gambettola en Italie du nord, où les habitants ont fait fortune par la récupération des vieilles choses et perpétuent cet ancien métier en récupérant les métaux pour les sidérurgies.

## Terminologie
On trouve en français, plusieurs expressions pour désigner cette activité et les personnes la pratiquant, même si l'anglais est fréquemment employé dans le « domaine du développement. L'anglais scavenging et scavenger (appliqué à l'origine aux animaux pour désigner les charognards) est souvent jugé trop péjoratif, tandis que le mot de chiffonnier » (en anglais rag picker), s'il reste couramment employé, est trop restrictif car il ne désigne que la récupération de tissu. Le mot anglais waste pickers est actuellement le plus employé dans les études, ce qui est couramment traduit par « récupérateur de déchets » ou « ramasseur de déchets » (parfois en ajoutant l'adjectif « informel » pour les distinguer des éboueurs professionnels), voire « collecteur de déchets ». On utilise également « ordures » à la place de « déchets ».
Il existe aussi de nombreux noms ou surnoms locaux, qui sont parfois préférés : par exemple, on parle de zabbālīn (« éboueurs », en arabe littéraire) en Égypte, cartoneros en Argentine, chifonye en Haïti, kacharawala à Delhi, tokai au Bangladesh, kabaris à Karachi, pepenadores au Mexique, basuriegos en Colombie, catadores au Brésil, boujouman au Sénégal, pemulung en Indonésie… : ces noms désignent souvent les principaux matériaux (carton, chiffons…) qui sont récupérés.

## Types de déchets récupérés et utilisations
Les déchets récupérés sont globalement de trois principaux types : pour la subsistance à court terme, pour une éventuelle remise en état et revente, et enfin pour une utilisation "détournée" de type créative ou scientifique.
- Déchets ayant une réutilisation immédiate : il s'agit en général de déchets comestibles, comme des restes de nourriture, des produits jetés car ayant dépassé leur date limite de consommation mais toujours bons ; ces produits sont destinés à être consommés peu après. Ils sont trouvés aux abords des marchés, ou des supermarchés et des restaurants dans les pays développés.
- Déchets destinés à la revente : de nombreux objets jetés peuvent retrouver une valeur marchande à peu de frais, et procurer ainsi un moyen d'existence, essentiel dans les endroits où la pauvreté est répandue et le chômage très important. Ce type d'utilisation crée un travail à part entière, et reste la forme dominante de récupération dans les pays en développement.
- Déchets pour une utilisation « professionnelle » : ce cas reste extrêmement marginal par rapport aux deux autres ; il concerne notamment la récupération de déchets faite « pour le frisson », pour une création artistique, pour une étude sociologique ou pour une enquête.

En plus de ces trois utilisations, les déchets peuvent avoir d'autres utilités. Dans les zones inondables, les déchets peuvent servir de remblai à défaut d'autre matériau immédiatement disponible : ainsi, dans les zones de Cap-Haïtien construites sur les marais à mangroves, 50 % du sol est composé de déchets ménagers. Les déchets servent aussi à former des digues de fortune contre les marées de grande amplitude et les vagues.

Illustration des différentes utilisations possibles des déchets récupérés
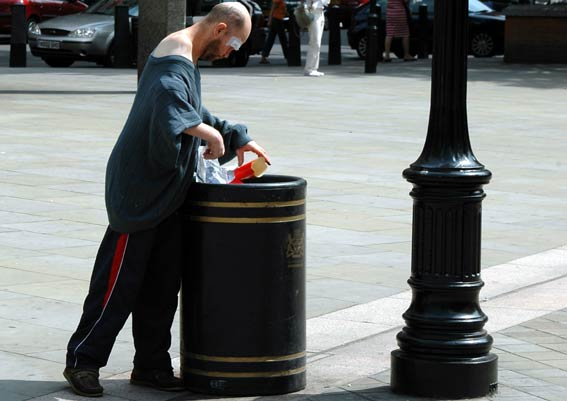
Homme fouillant une poubelle à Londres pour y trouver de la nourriture.
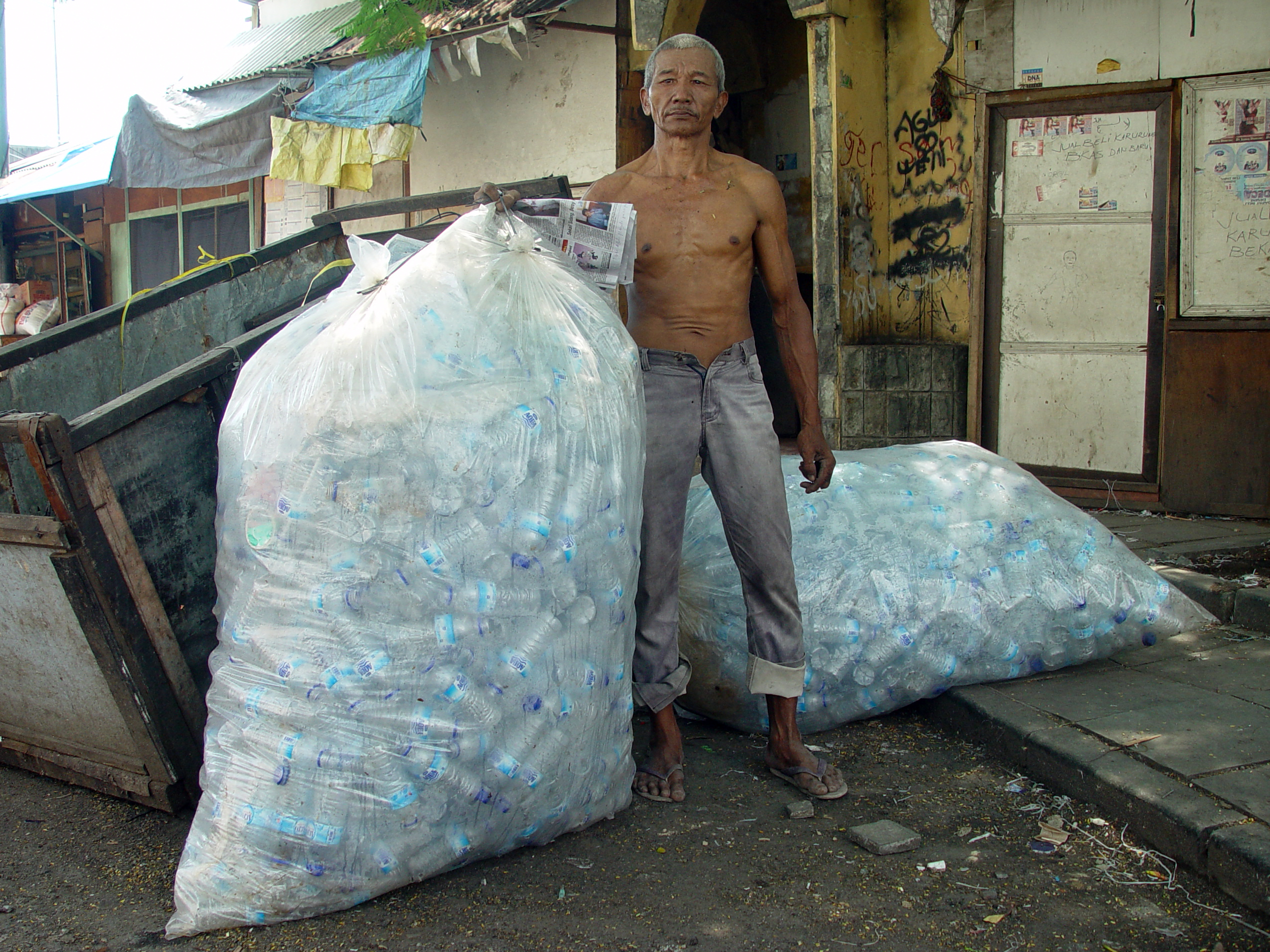
Bouteilles plastiques récupérées par un habitant de Jakarta afin de les revendre.
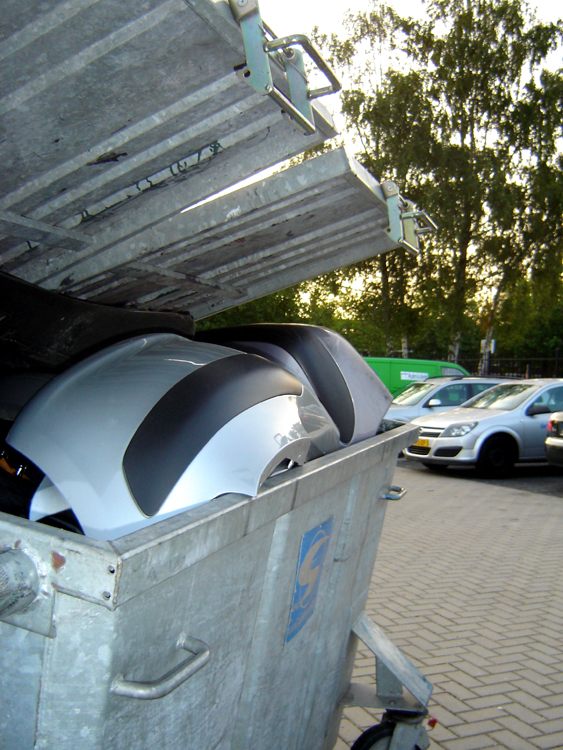
Poubelle d'un atelier automobile, contenant des objets potentiellement de grande valeur.
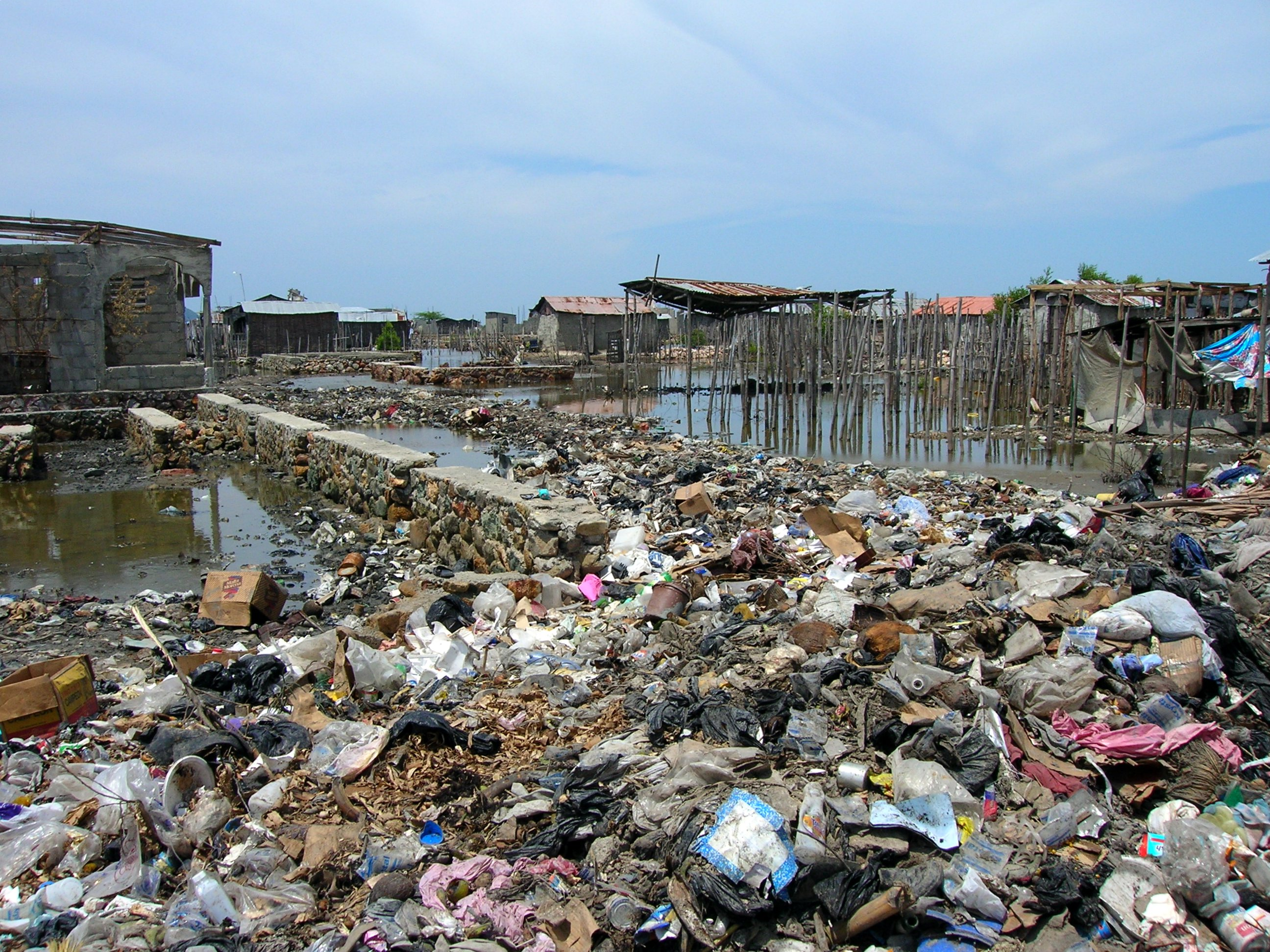
Déchets solides rachetés aux camions de collecte afin de créer du remblai pour une route, à Cap-Haïtien.

## Activités
Si le ramassage est l'activité la plus visible (car souvent l'image la plus choquante), elle n'est pas la seule activité faisant partie de la récupération. Ces activités incluent le ramassage (à la source, dans les rues et dans les décharges), la valorisation et / ou la transformation, le rachat et la revente. À ce point, ce qui était un déchet retrouve sa place dans l'économie formelle ou dans l'industrie en tant que matière recyclée.

### Description des activités

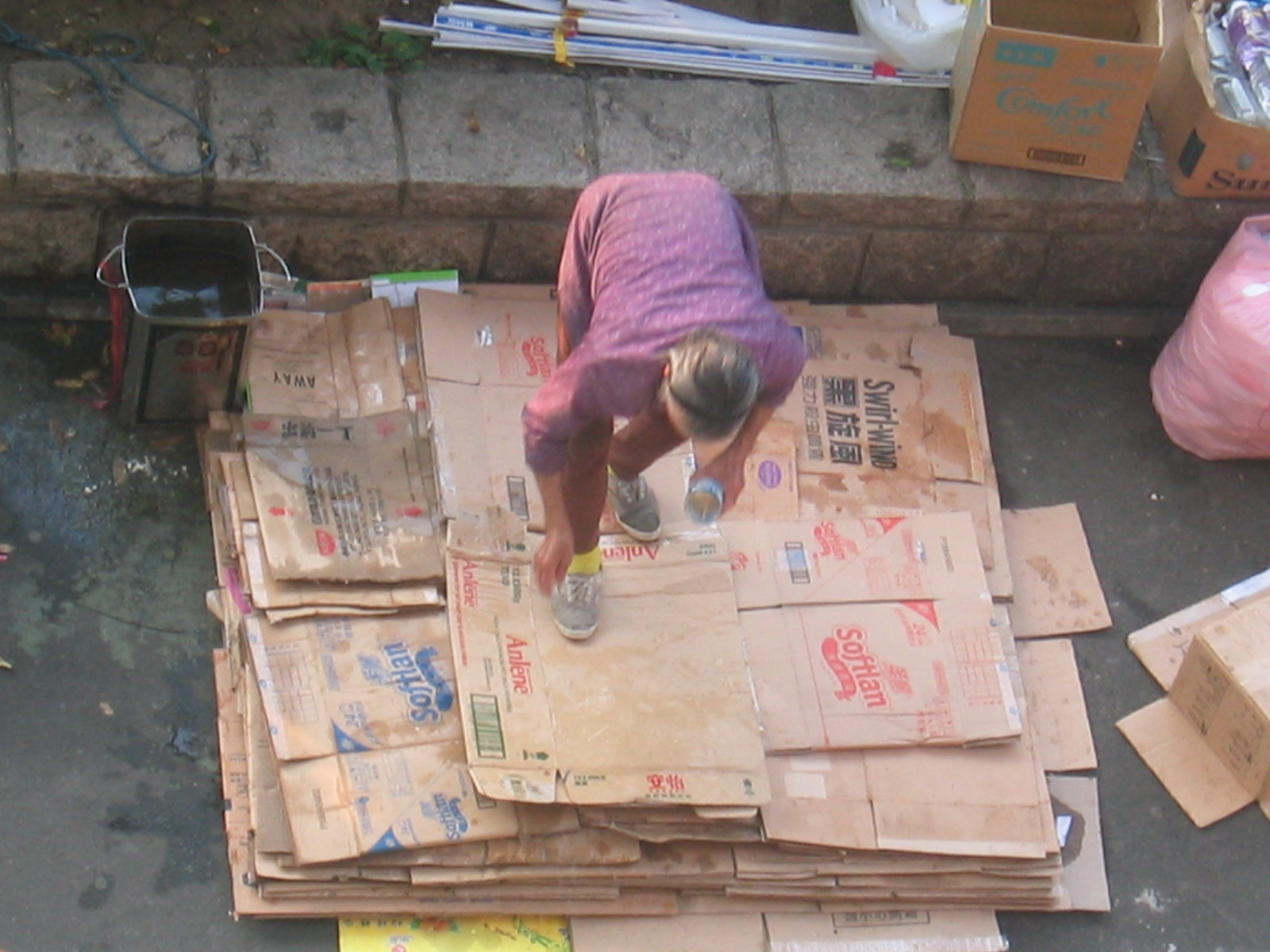
Une femme de Hong Kong mouille du carton pour accroître son poids et donc sa valeur marchande : exemple de valorisation.

Le ramassage peut s'effectuer à différents points. En amont, les récupérateurs peuvent racheter les déchets auprès des foyers, ce qui leur permet d'obtenir des déchets moins souillés ; cette pratique se retrouve dans les zones d'une ville non desservies par les services publics. Certains récupérateurs sont payés pour cela, s'ils assurent l'évacuation de tous les déchets. Le ramassage peut aussi s'effectuer dans les bennes communautaires ou dans les rues, en particulier aux abords des marchés. Enfin, un lieu de prédilection reste une décharge publique étant donné l'abondance des déchets. Selon les décharges et l'implication des municipalités, l'accès peut être libre ou bien restreint à certaines heures, aux personnes autorisées, voire au paiement d'un droit. Les personnes qui font payer ce droit peuvent aussi faire partie du système, souvent comme revendeurs.
Le tri peut s'effectuer en même temps que le ramassage ou une fois que les objets ont été revendus à un intermédiaire. Il permet de séparer ce qui va être réutilisé de ce qui est définitivement à jeter.
La valorisation consiste à ajouter de la valeur aux déchets ; il peut s'agir d'un simple nettoyage ou de la réparation d'un objet, lui permettant d'être directement revendu. Au-delà de la valorisation, la transformation s'apparente au recyclage en réutilisant les matériaux de l'objet pour autre chose : par exemple, la récupération de tissu afin de confectionner des vêtements ou des rideaux ; la refonte de métal pour faire des objets n'ayant pas besoin de bonne qualité ; bibelots faits de papier et plastique recyclé.
Enfin, la revente permet de réintroduire les objets dans le circuit économique classique. Cette revente peut se faire dans la rue par le récupérateur lui-même, de façon organisée par une boutique, ou bien auprès d'industries dans le cas des matériaux bruts.

### Outils

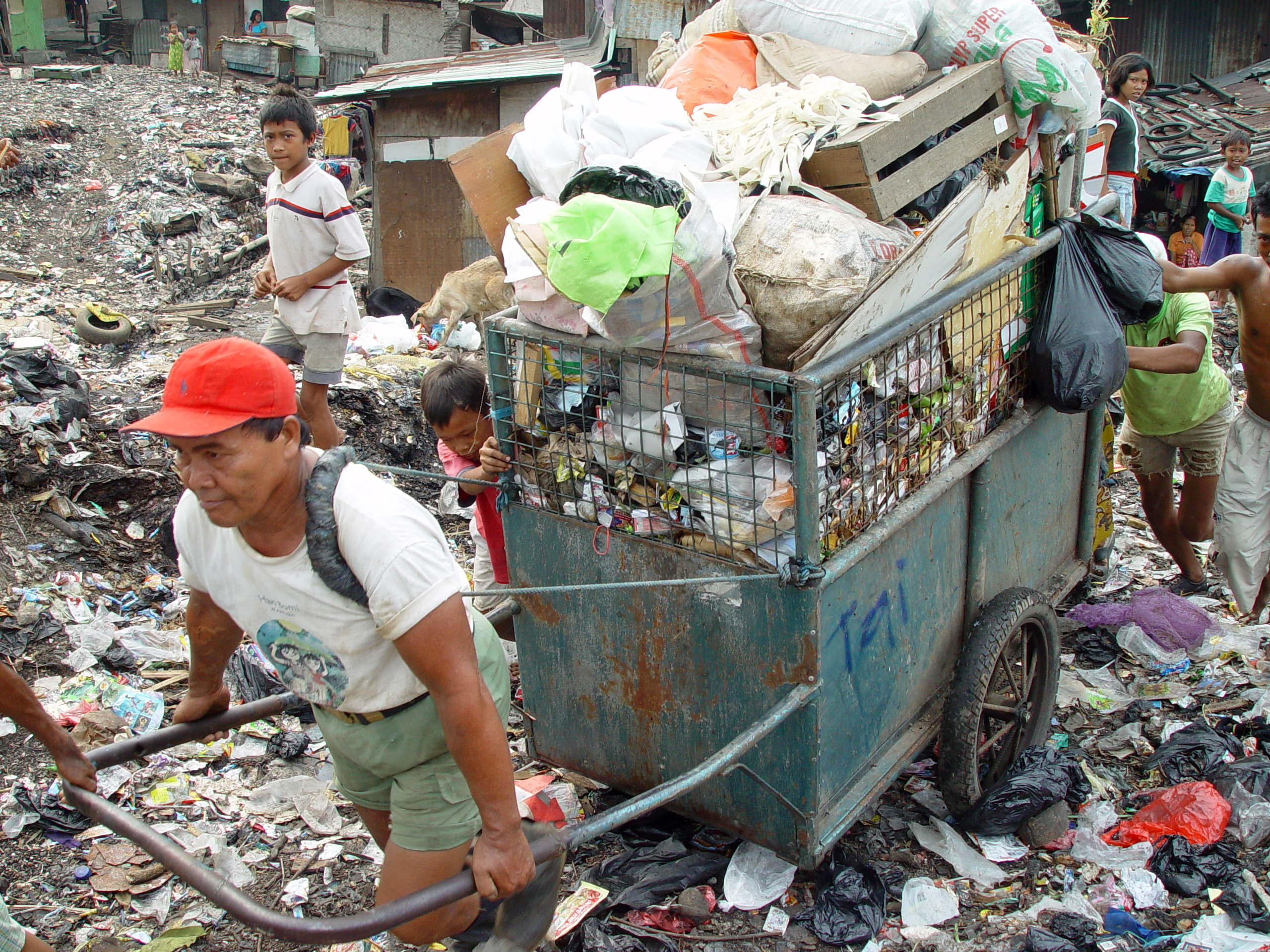
Ramasseurs utilisant une carriole

La plupart des ramasseurs n'utilisent que deux outils : une pointe ou un crochet métallique pour retourner les déchets, et un sac en plastique pour les collecter. L'utilisation de véhicules comme la carriole ci-contre semble réservée aux groupes organisés étant donné leur coût prohibitif. Les équipements de protection sont très rares ; quand ils sont présents, ils sont souvent le résultat d'une action d'une organisation locale ou internationale.

## Situation mondiale

### Statistiques
Puisque la majorité des récupérateurs travaillent dans le secteur informel, il est difficile d'établir précisément leur nombre dans le monde. Il est possible de consulter des évaluations de terrain qui donnent une idée des proportions dans certaines grandes villes (voir le tableau ci-dessous) ; au niveau mondial, il s'agit de centaines de milliers de personnes, voire de plusieurs millions, qui vivent de cette activité. Dans les grandes villes des pays en développement, une estimation de 1988 porte à 2 % de la population ceux qui vivent de la récupération informelle des déchets, soit potentiellement 1,6 million de personnes uniquement dans les pays les moins avancés et 6,35 millions de personnes dans les pays à revenu faible ou modérément faible. Si, en revanche, on utilise le taux de 6 ‰ de la population qui apparait fréquemment dans le tableau ci-dessous, le nombre estimé de récupérateurs informels serait de 490 000 dans les pays les moins avancés, et 1,92 million dans tous les pays à revenu faible ou moyennement faible.
| Pays        | Ville             | Population totale (2004) | Récupérateurs informels (estimation) | Récupérateurs informels (estimation) | Récupérateurs informels (estimation) |
| Pays        | Ville             | Population totale (2004) | Total                                | ‰                                    | Dont enfants (−18 ans)               |
| ----------- | ----------------- | ------------------------ | ------------------------------------ | ------------------------------------ | ------------------------------------ |
| Asie        |                   |                          |                                      |                                      |                                      |
| Bangladesh  | Dacca             | 10,4 millions            | 65 000                               | 6,3                                  |                                      |
| Cambodge    | Phnom Penh        | 1,2 million              | 330 (décharges)                      | 0,27                                 | 246 (décharges)                      |
| Inde        | Bangalore         | 6 millions               | 20 000 - 30 000 12 000               | 3,3 - 5 2                            | 24 % des enfants des rues            |
| Inde        | Delhi             | 14 millions              | 100 000 15 000                       | 7,1 1,07                             |                                      |
| Inde        | Calcutta          | 15 millions              | 50 000 20 000 - 25 000               | 3,3 1,3 - 1,7                        | 30 - 40 %                            |
| Inde        | Bombay            | 18,1 millions            | 100 000 70 000                       | 5,5 3,9                              |                                      |
| Inde        | Pune              | 3,75 millions            | 10 000                               | 2,7                                  |                                      |
| Pakistan    | Karachi           | 14 millions              | 15 000 (rues) 21 000 (décharges)     | 1,07 1,5                             |                                      |
| Indonésie   | Jakarta           | 8,8 millions             | 37 000                               | 4,2                                  |                                      |
| Philippines | Manille           | > 10 millions            | 20 000 (décharges)                   | 2                                    |                                      |
| Philippines | Quezon City       | 2,2 millions             | 13 000 (décharges)                   | 5,9                                  | 1 500 (décharges)                    |
| Viêt Nam    | Hô Chi Minh-Ville | 7,4 millions             | 7 500                                | 1,01                                 |                                      |
| Viêt Nam    | Hanoï             | 3,1 millions             | 12 000                               | 3,9                                  | 1 000                                |
| Afrique     |                   |                          |                                      |                                      |                                      |
| Égypte      | Le Caire          | 18 millions              | 70 000 30 000                        | 3,89 1,67                            | 2 500 (rues)                         |
| Kenya       | Ensemble du pays  | 34,7 millions            | 45 000                               | 1,3                                  |                                      |
| Tanzanie    | Dar es Salam      | 2,5 millions             | 600 - 700                            | 0,25                                 | 50 - 100                             |
| Amériques   |                   |                          |                                      |                                      |                                      |
| Argentine   | Buenos Aires      | 12,4 millions            | 80 000                               | 6,45                                 |                                      |
| Brésil      | Ensemble du pays  | 180 millions             | ?                                    |                                      | 45 000                               |
| Colombie    | Bogota            | 6 millions               | > 10 000                             | 1,67                                 |                                      |
| Colombie    | Ensemble du pays  | 45 millions              | 50 000                               | 1,11                                 |                                      |
| Mexique     | Mexico            | 18 millions              | 15 000                               | 0,83                                 |                                      |
| Europe      |                   |                          |                                      |                                      |                                      |
| Roumanie    | Cluj-Napoca       | 330 000                  | 800 (décharges) 1 000 (rues)         | 2,4 3,0                              | 150 - 200                            |
| Roumanie    | Baia Mare         | 136 000                  | 200                                  | 1,47                                 |                                      |
| Roumanie    | Ensemble du pays  | 22,2 millions            | 35 000 - 50 000                      | 1,58 - 2,25                          |                                      |

### Revenu

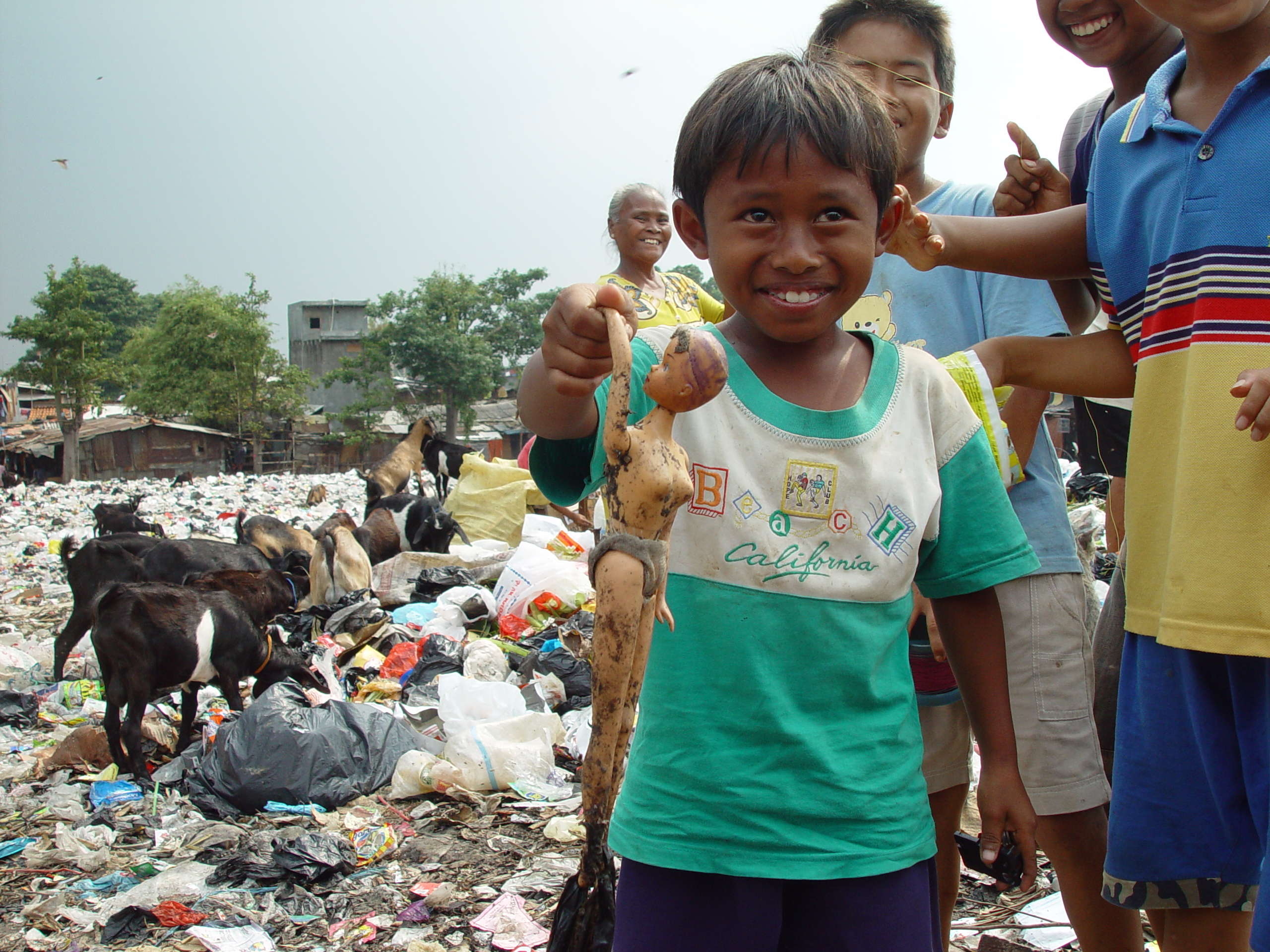
Enfant venant de trouver une poupée, suscitant l'admiration de ses pairs.

Si la récupération des déchets provient d'une situation de grande pauvreté et d'un manque de ressources, les récupérateurs ne sont pas pour autant les plus pauvres des habitants ; ces derniers se retrouvent parmi les mendiants ou les personnes âgées isolées. Le revenu des récupérateurs est paradoxalement souvent supérieur au seuil de pauvreté de 1 US$ / jour et peut même dépasser le revenu minimum du pays : en Roumanie, un adolescent gagnait en moyenne 125 à 300 euros par mois quand le salaire minimum était de 70 $ ; à Dar es Salam, un récupérateur adulte gagnait en moyenne 55 US$ par mois en 2004, alors que le revenu minimum était de 45 US$ ; en Amérique latine, leur revenu peut atteindre trois fois le revenu minimum.
Les enfants gagnent cependant moins que les adultes : un adolescent gagne en général 50 % de ce qu'un adulte peut espérer, tandis que le revenu des jeunes enfants (en dessous de 12 ans) se situe entre 10 et 25 % du revenu d'un adulte. En revanche, les enfants contribuent souvent de façon significative au revenu familial, de l'ordre de 30 à 40 % à Calcutta, ce qui peut dissuader les parents de les renvoyer à l'école. Les femmes gagnent également moins que les hommes, qui travaillent plus souvent la nuit et sont prédominants dans les travaux mieux rémunérés (conducteurs de camions, revendeurs à plus grande échelle) ; cependant, cette activité peut représenter pour les femmes un moyen de gagner un revenu de façon indépendante et donc de sortir de la pauvreté.

### Motivations
Les motivations derrière cette activité varient entre les adultes et les enfants. Pour les adultes, les principales raisons sont le manque d'un travail alternatif (souvent à cause d'un faible niveau d'éducation et/ou de discrimination), le besoin d'un revenu plus élevé et la flexibilité qu'il offre dans les heures et lieux de travail. Les raisons sont plus diverses pour les enfants, et peuvent inclure :
- l'incapacité des parents à travailler (handicap, maladie, alcoolisme…) ; les enfants peuvent aussi se sentir responsables de la famille ;
- l'absence d'écoles accessible, le peu d'attractivité des écoles ou le coût des frais scolaires, le peu d'importance attaché à l'éducation ;
- le ramassage d'ordures est vu comme un standard de vie, ou une décharge est située à côté du lieu de vie ;
- les enfants sont considérés comme étant plus alertes pour trier et ramasser les ordures ; ils sont payés moins, et pendant ce temps, ils n'ont pas besoin d'un endroit pour les laisser pendant que les parents travaillent ;
- le travail des enfants est vu comme « normal » (comme d'autres activités : vendeur d'eau, aides aux chauffeurs de bus…), ou les enfants sont supposés participer aux activités de la famille ;
- le peu d'éducation n'offre aucune alternative.

La faim reste une grande motivation pour récupérer des ordures, cette activité étant moins dangereuse que le vol. L'écrivain Jean Ziegler parle de la récupération d'ordures pour se nourrir, dans L'Empire de la honte. Se rendant sur la décharge municipale de Brasilia, il observe les enfants et adolescents qui trient et placent les ordures dans des chariots, sous la surveillance d'un feitor (contremaître). Certains chariots contiennent du papier, d'autres du carton, des pièces métalliques, des éclats de verre.
« Le plus grand nombre des chariots transportent de la nourriture […] une sorte de bouillie malodorante, aux couleurs incertaines. Dans les baquets se mélangent de la farine, du riz, des légumes avachis, des morceaux de viande, des têtes de poisson, des os — et parfois un cadavre de lapin ou de rat. Une odeur épouvantable se dégage de la plupart des baquets.

Je demande au feitor à qui est destiné le contenu des baquets.
« C'est pour les porcs » me dit-il sans conviction. Je lui glisse un billet de dix reais.
« Je ne suis pas un touriste. Je suis rapporteur spécial des Nations unies pour le droit à l'alimentation… je veux savoir ce qui se passe ici », lui dis-je, d'une voix ridiculement solennelle.
Le feitor se moque complètement de ma mission. Mais il est sensible au billet de banque. « Nos enfants ont faim, comprenez », me dit-il comme pour les excuser. »
— Jean Ziegler

### Sociologie
La part des femmes dans les récupérateurs est de 38 % à Phnom Penh ou 60 % à Hanoï, et le plus souvent de l'ordre de 50 % ; encore ces chiffres ne concernent-ils souvent que les ramasseurs et pas les revendeurs. La récupération des déchets implique tout particulièrement le travail des enfants. D'après l'étude déjà citée, les enfants peuvent représenter plus de la moitié des récupérateurs ; leur âge variait entre 4-5 ans et 18 ans.
Les minorités sont souvent sur-représentées parmi les ramasseurs, qu'il s'agisse de minorités religieuses ou ethniques : les chrétiens coptes sont plus de la moitié des ramasseurs en Égypte, de même que les musulmans à Calcutta ; en Roumanie, ce sont la plupart du temps les Roms, en Inde les intouchables. Il peut aussi s'agir d'étrangers au pays, comme les Syriens et Palestiniens au Liban, les Afghans au Pakistan ou les Bangladeshi à Delhi. On trouve également de nombreux nouveaux migrants venant des campagnes ou fuyant un désastre, sans qu'ils ne fassent partie de minorités claires.

## Place dans la gestion des déchets
Le schéma ci-dessous montre un système de gestion typique dans une grande ville d'un pays en développement : une partie des déchets est récupérée de manière formelle et structurée par les services publics locaux : collecte à la source, nettoyage des rues, transport et traitement final. On trouve souvent une partie des déchets qui n'est pas récupérée et qui restent dans les rues et les canaux : ils sont souvent brûlés dès qu'ils prennent trop de place. Enfin, une partie des déchets est récupérée informellement, à la source, dans les rues ou dans les décharges.
Le ramassage ne s'arrête pas là. Les déchets sont ensuite vendus à des intermédiaires qui s'occupent soit de les revendre directement, soit de les transformer : nettoyage, ajout de valeur, séparation des matériaux... à la suite de quoi ils sont revendus. La récupération informelle participe ainsi au recyclage et par là même au système de gestion des déchets. Le volume de déchets récupérés est loin d'être négligeable : sur l'ensemble de la Roumanie, 1 à 2 % des déchets recyclables sont récupérés informellement, les déchets recyclables formant 36 % du total. À Bangalore, 15 % des déchets municipaux sont récupérés ainsi chaque jour ; au Caire, c'est entre 30 et 40 % de tous les déchets qui sont récupérés, soit 900 tonnes chaque jour. La gestion des déchets pouvant représenter jusqu'à 30 % du budget municipal comme à Karachi, la récupération informelle permet aussi à la ville de réduire ses coûts en la matière.

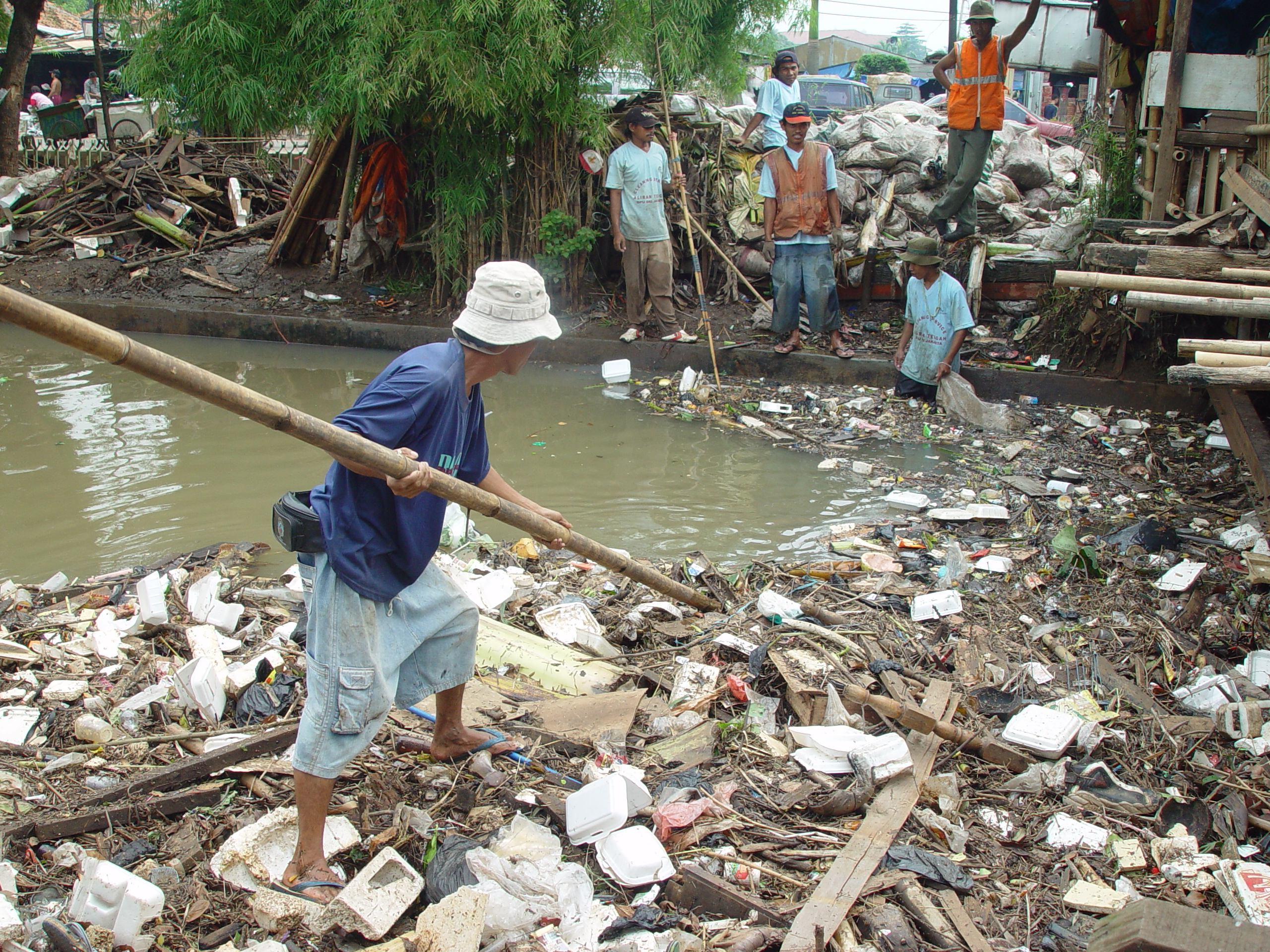
Les récupérateurs participent à la gestion des déchets : ici, déblocage d'un canal de drainage que les ordures risquent de faire déborder.

Les publications de référence en matière de gestion des déchets pour les pays en développement incluent les récupérateurs informels à plusieurs niveaux : d'une part, pour comprendre quelle proportion des déchets est déjà récupérée par eux ; ensuite, pour étudier comment un programme de gestion affecterait leurs conditions de vie, que ce soit positivement (en améliorant les conditions sanitaires) ou négativement (en réduisant leur source de revenus).
Cependant, si la tentation est forte pour une municipalité de vouloir se débarrasser des récupérateurs informels afin d'améliorer l'image de la ville, certaines initiatives fructueuses ont été menées en collaboration avec eux. En 1992, seuls 2 à 5 % des 1 300 tonnes de déchets produits quotidiennement à Dar es Salam étaient collectés. En 2004, la ville générait 2 200 tonnes de déchets par jour, 50 % étaient collectés et 40 % arrivaient à une décharge à ciel ouvert ; les ramasseurs ont été inclus dans le partenariat public-privé afin de pouvoir desservir une plus grande proportion de la ville, tout en améliorant leurs conditions de vie. Les associations de récupérateurs sont aussi officiellement reconnues.
De telles initiatives restent rares : à ce jour, seule une poignée de municipalités ont intégré les ramasseurs dans leurs programmes de gestion des déchets, notamment celle de Belo Horizonte au Brésil, quelques villes d'Inde et aux Philippines.

## Conditions de vie

### Risques

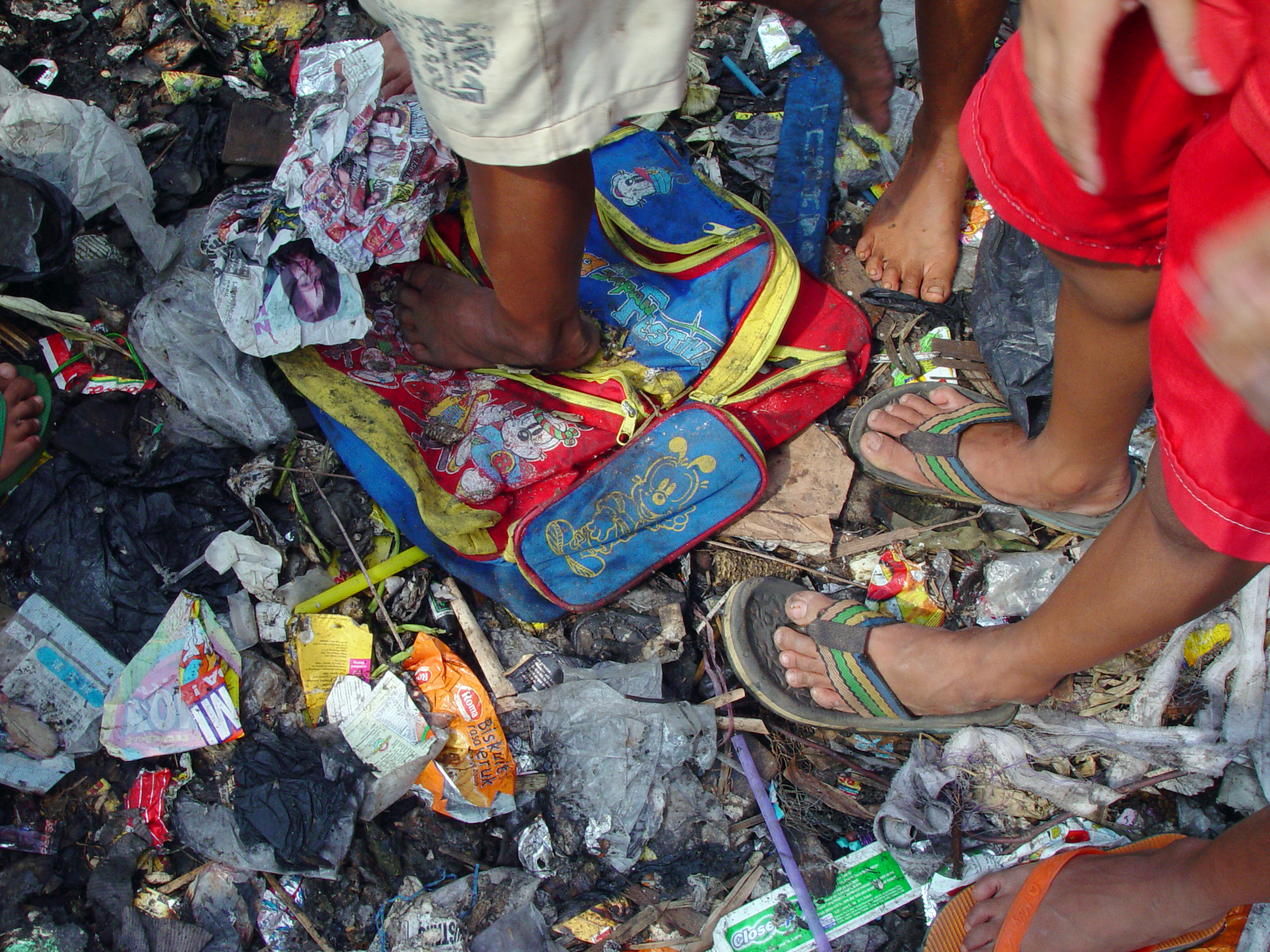
Enfants pieds nus ou en tongs sur une décharge.

La collecte de déchets sur les décharges et la manipulation même des déchets entraîne des risques sanitaires et des dangers physiques pour les ramasseurs. Les affections parasitaires sont couramment répandues chez les ramasseurs (65 % d'incidence à Bangkok et 97 % à Olinda) ; la haute densité de particules (jusqu'à 25 fois plus élevée que dans les zones résidentielles) entraîne des problèmes pulmonaires : 40 % de ramasseurs affectés sur un site en Thaïlande, 53 % des enfants sur un site aux Philippines. Les métaux lourds affectent également la santé : sur un site philippin, 70 % des enfants ramasseurs avaient un taux de plomb dans le sang anormalement élevé, 2,5 fois plus élevé que les autres enfants des bidonvilles. Comme maladies affectant particulièrement les ramasseurs, on peut nommer la tuberculose, les maladies intestinales et diarrhées, les problèmes de peau comme la gale, la pneumonie et la bronchite, les infections des yeux, etc..
Les dangers sont également physiques : la pauvreté des ramasseurs ne leur permet généralement pas de disposer d'équipement de protection adapté. Les personnes marchant en tongs voire pieds nus sont exposés à des coupures d'objets tranchants, à une infection par des déchets médicaux (notamment les seringues), aux morsures d'animaux et aux piqûres d'insectes. Le poids des matériaux crée des problèmes de dos récurrents. L'instabilité des déchets augmente les risques de fractures, la remontée de gaz toxiques peut piéger un ramasseur, et les éboulements peuvent être mortels : 39 morts à Istanbul en 1993, plus de 200 à Manille en 2000 lors d'un effondrement de déchets, quelque 250 personnes évacuées à O Portiño (Espagne) en 1994. Les incendies sont fréquents, volontaires ou non.
Les risques sanitaires sont également étendus au voisinage par les animaux qui se nourrissent des déchets (et qui servent eux-mêmes de nourriture aux habitants) et par la dispersion des déchets. De plus, l'absence d'infrastructures de base et en particulier de latrines pousse de nombreuses personnes à utiliser les piles d'ordures comme toilettes, d'où une contamination accrue.
Cette activité est parfois considérée comme illégale et dans ce cas les ramasseurs ont à craindre les forces de police. Mais que l'activité soit légale ou non, le secteur reste majoritairement informel et ne procure aucune couverture sociale, à l'exception d'initiatives isolées dans certains bidonvilles pour offrir un minimum de protection pendant les périodes difficiles. Étant donné la grande proportion de femmes et d'enfants dans le secteur (et notamment des enfants des rues, souvent orphelins), il y a aussi une plus grande vulnérabilité au risque de prostitution forcée de la part des revendeurs (voir aussi : exploitation de l'enfant). Leur place au bas de l'échelle sociale les fait parfois voir comme des criminels : en Colombie, lors des campagnes de « nettoyage social » des groupes paramilitaires, les collecteurs de déchets étaient considérés comme « jetables » : 40 corps avaient été trouvés en 1992, et on estime à environ 2000 le nombre de basuriegos tués jusqu'en 1994.
En conséquence, leur espérance de vie est encore inférieure à celle du reste de la population : ceux de Mexico ont une espérance de vie de 39 ans quand celle du reste de la population est de 67 ans.

### Vulnérabilité
Comme les autres habitants de bidonvilles et personnes marginalisées, les ramasseurs d'ordures font partie de la population la plus vulnérable aux chocs : vulnérabilité aux maladies (qui ne permet pas d'obtenir un salaire plusieurs jours de suite), aux catastrophes naturelles et moins naturelles (incendies, notamment), dépenses imprévues (notamment en cas de décès ou de mariage), violence, etc. Les ramasseurs sont de plus vulnérables aux changements affectant leur ressource, les déchets. D'après différentes enquêtes conduites à Dacca, les facteurs pouvant affecter sensiblement les récupérateurs sont la saison des pluies (qui complique le travail et diminue la valeur des objets récupérés, en particulier pour le papier), la présence de fêtes religieuses ou nationales (qui accroissent la quantité de déchets et le revenu probable), la fermeture ou l'ouverture de commerces et d'industries, à la fois producteurs et acheteurs potentiels de matériaux à recycler.
Les récupérateurs sont ainsi sensibles aux changements économiques, mais également aux changements apportés par la municipalité dans la gestion des déchets. Quand celle-ci devient en partie gérée par le secteur privé, comme une décharge par exemple, les ramasseurs qui y travaillaient doivent se tourner vers le ramassage dans les rues ou une autre activité, parfois la mendicité ; le nouveau gestionnaire de la décharge impose généralement des conditions pour l'accès, ce qui peut diminuer le travail des enfants à proximité. Le ramassage de rues a l'avantage de fournir des matériaux de meilleure qualité, à la source, et ce changement peut donc être bénéfique pour une partie des ramasseurs.

### Interventions d'organisations

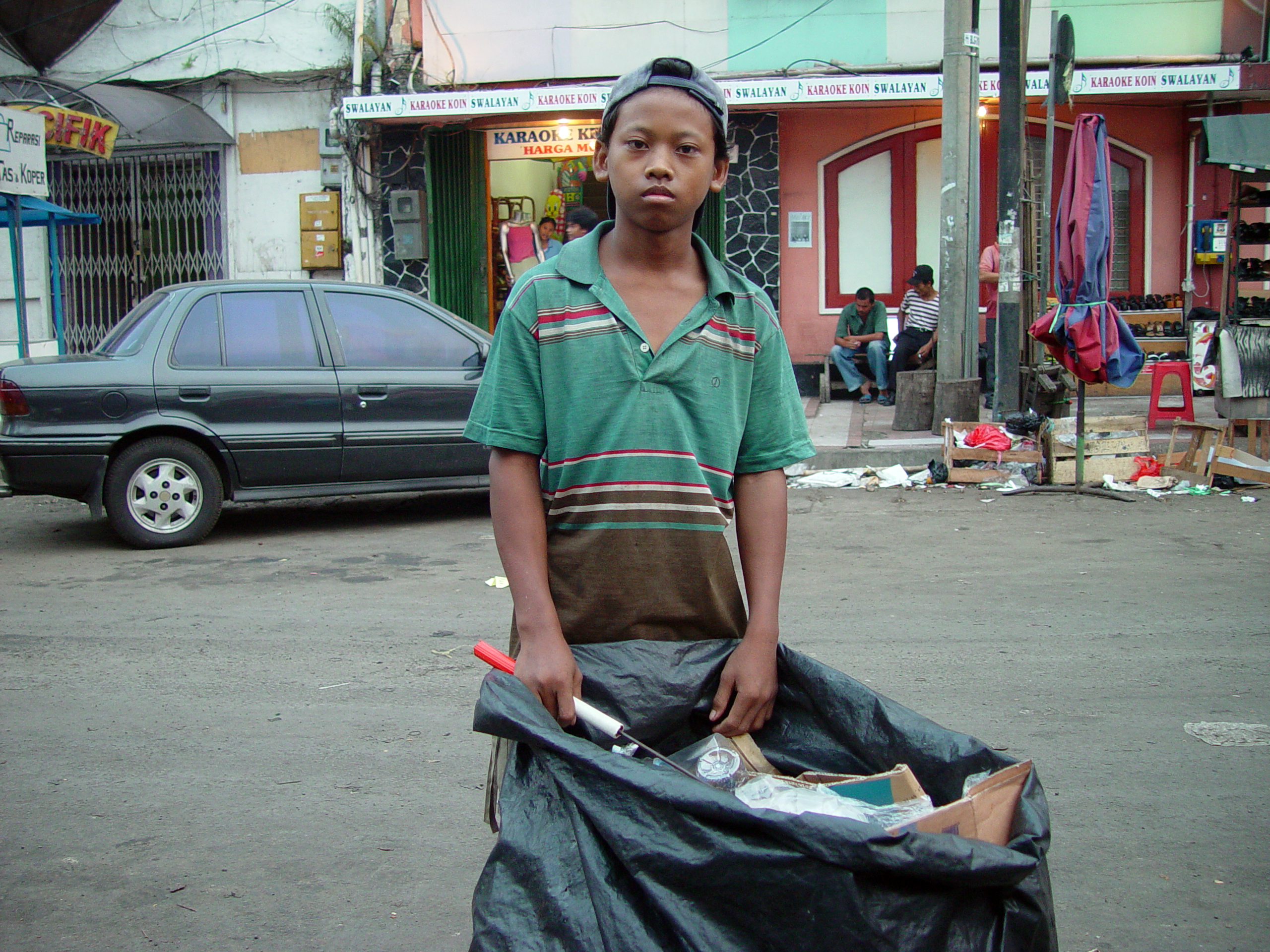
La réduction du travail des enfants est souvent au cœur des projets ciblant les récupérateurs, en partie à cause de l'émotion suscitée auprès des bailleurs de fonds.

Les récupérateurs sont souvent l'objet d'interventions d'ONG tant locales qu'internationales ; mais même dans le cas d'organisations locales, le financement provient le plus souvent de l'étranger, par des subventions d'ONG internationales et de fonds de développement. Le secteur privé est rarement impliqué et ne subventionne les projets en général qu'en cas d'intérêt direct : par exemple, pour obtenir des matériaux recyclés plus facilement, ou pour mieux contrôler le recyclage de certains produits et éviter la fraude. Peu d'activités sont auto-financées, et, dans ce cas, elles le sont par le revenu du recyclage et le compostage ; de tels projets ont été mis en place en Égypte.
L'OIT distingue quatre objectifs généraux de tels projets :
1. Améliorer les conditions de vie des récupérateurs (logement, infrastructure, santé…) ;
2. Réduire la part des enfants travaillant dans la récupération (création d'écoles, de foyers et d'alternatives) ;
3. Améliorer la gestion des déchets dans la ville ;
4. Procurer d'autres alternatives : formations, emplois… ;

On peut noter que tous ces objectifs sauf le 2e ont une portée plus large, mais incluent les récupérateurs dans leur population cible.
Parmi les interventions déjà réalisées dans différents endroits du monde, on peut citer :
- la provision de nourriture, d'outils et d'équipements de protection, de soins d'urgence et de vaccins, d'abris pour la nuit ;
- l'éducation formelle et informelle : création de structures d'accueil pour enfants, promotion et réhabilitation d'écoles, création de bourses, d'ateliers et de formations spécifiques au recyclage, organisation d'activité de loisirs ;
- génération de revenu et d'emplois : création de microentreprises et coopératives, développement des possibilités de microcrédit, diversification des emplois (balayage des rues, jardinage…) ;
- amélioration du statut : enregistrement, création de pièces d'identité, campagnes publiques et lobbying en faveur des récupérateurs, éducation de la population au tri sélectif ;
- développement de liens avec le secteur public pour intégrer les récupérateurs dans la gestion des déchets, et développement de partenariats avec le secteur privé pour éviter les intermédiaires.

Les résultats concrets de ces interventions sont mitigés, leur succès dépendant de l'intégration correcte des différents éléments humains, techniques, économiques. Ainsi, les projets créant des centres de tri dédiés et permettant aux récupérateurs de travailler dans un cadre organisé ont souvent plus de succès que les projets donnant des équipements de protection, qui ne sont guère utilisés finalement car jugés « peu pratiques ».

## Cas des villes développées

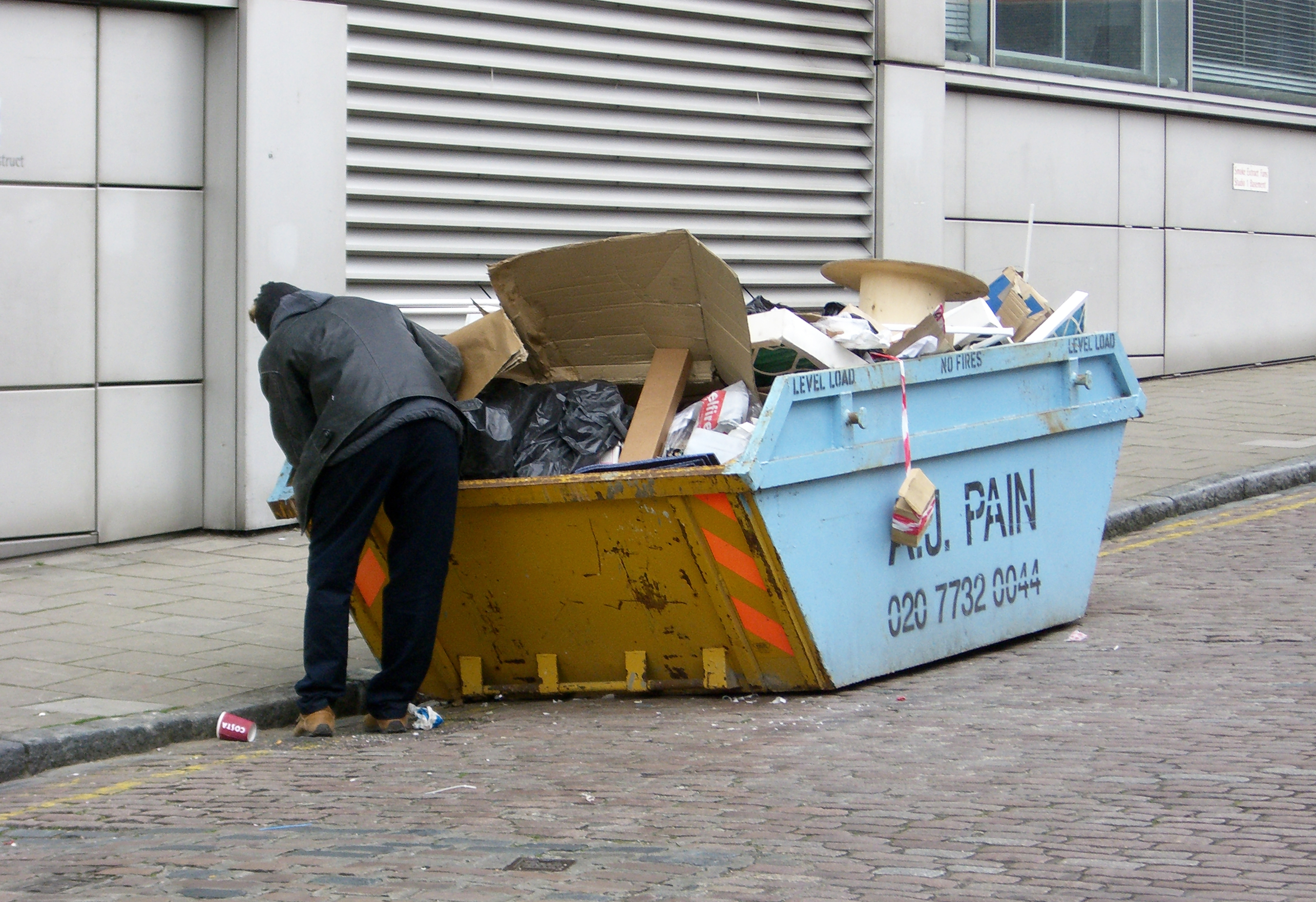
Un homme fouillant dans les poubelles à Londres.

Dans les pays développés, il n'existe en général pas d'économie informelle basée sur les déchets : les services publics contrôlent beaucoup plus étroitement la récupération et le traitement des déchets, l'accès aux sites d'enfouissement est restreint, les rues sont plus souvent nettoyées. Même, quand une entreprise privée s'occupe d'une partie du système de gestion, les réglementations de ce domaine sont trop contraignantes pour qu'un système informel se développe à grande échelle. La récupération informelle ne peut, pour ces différentes raisons, se produire que dans le cadre limité des poubelles, notamment des bennes à ordures.
Il faut, tout de même, distinguer le cas des personnes pauvres et les autres utilisations.

### Personnes pauvres
Comme dans les pays en développement, les personnes pauvres voient les poubelles comme un moyen de subsistance ; le gaspillage étant plus répandu, on trouve encore plus de déchets directement réutilisables dans les poubelles. De la nourriture encore comestible est trouvée aux abords des supermarchés et des magasins d'alimentation ; les abords des marchés sont également riches en nourriture mais celle-ci est plus rarement emballée. L'interdiction de vendre des aliments après leur date de péremption permet de trouver des aliments encore emballés dans les poubelles, ce qui limite les risques sanitaires.
La revente de déchets est en revanche très marginale ; elle s'applique surtout aux objets consignés comme les bouteilles, voire à certains métaux comme le cuivre et le plomb dont la valeur marchande est importante.
« Faire les poubelles » reste très mal vu par le reste de la population, y compris par des personnes pauvres qui n'en sont pas rendues à cette extrémité. L'acte lui-même n'est en général pas illégal, sauf quand la poubelle se trouve dans un lieu privé ; mais la stigmatisation est importante et reste associée à une perte de dignité, souvent liée à celle du statut de personne sans domicile fixe.

### Autres utilisations

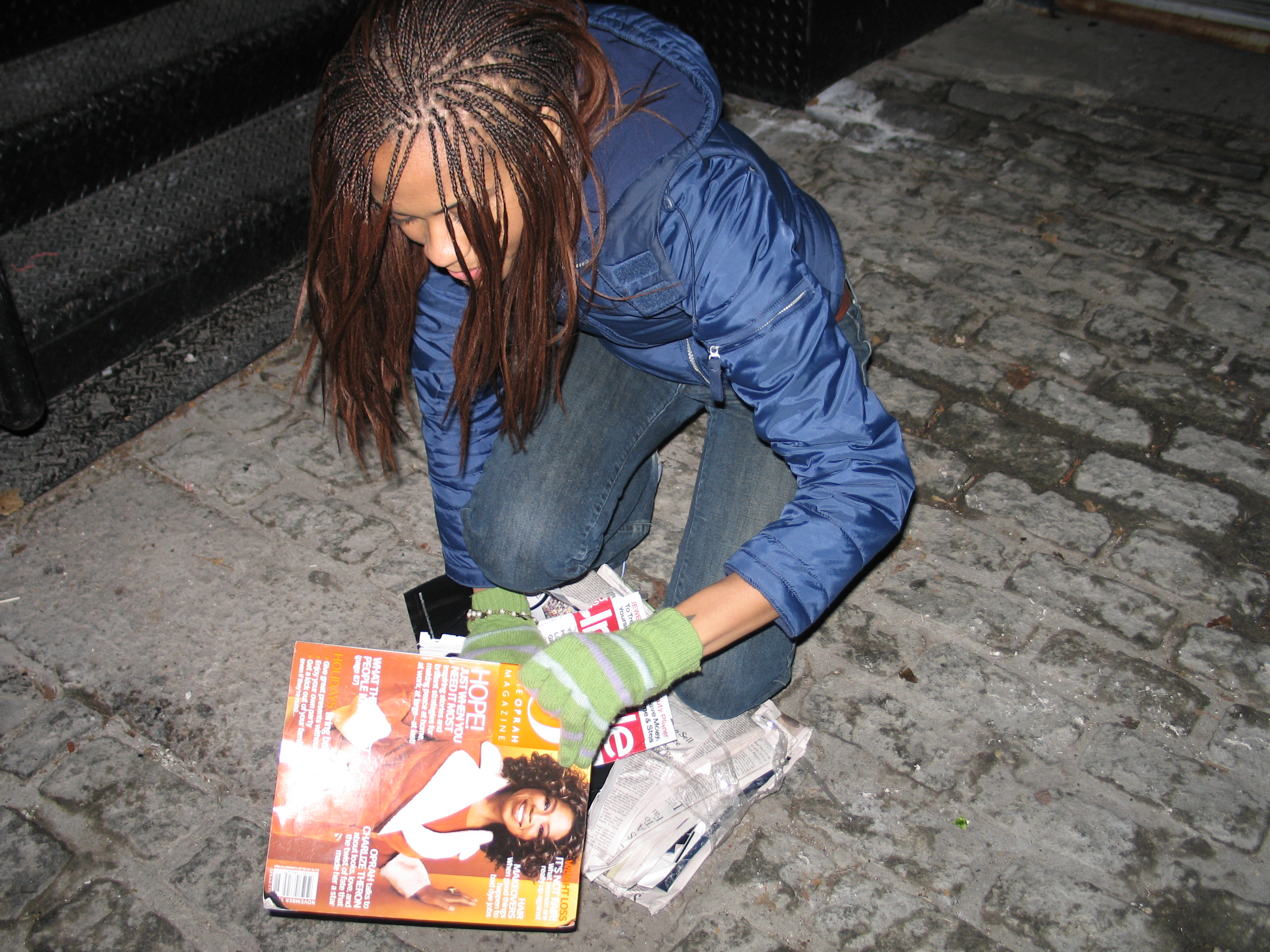
Personne venant de faire les poubelles pour récupérer des objets dans un but artistique.

Certaines personnes font les poubelles non pas par nécessité économique, mais pour le frisson procuré par la pêche ou pour stimuler et accomplir leur fibre créative : réparation d'objets usagés, récupération de matières premières pour leur art, etc. Faire les poubelles peut devenir un choix conscient faisant partie d'un mode de vie alternatif. Par exemple, les adeptes du freeganisme ou du déchétarisme le pratiquent : ils récupèrent des aliments dans les poubelles des grands magasins et des restaurants, dans un but avant tout éthique, celui de lutter contre le gaspillage. D'autres trouvent simplement plus pratique de récupérer un objet en bas de chez eux, plutôt que d'aller jusqu'au magasin.
Faire les poubelles est aussi l'outil privilégié des sociologues des déchets, qui étudient la sociologie et les déchets de la vie moderne. Enfin, les poubelles sont un lieu privilégié de récupération d'informations, utilisées, par exemple, dans un but d'espionnage.
Même si ce ne sont pas vraiment des déchets, citons aussi le cas fréquent de la récupération par les responsables de dépôts-vente et les brocanteurs, ainsi que les Ressourceries-Recycleries en France (ainsi qu'en Belgique et au Canada sous d'autres appellations) qui collectent et valorisent des déchets pour revendre des objets de réemploi à prix modiques et qui sensibilisent leur public aux gestes éco-citoyens de réduction des déchets (choix de consommation, entretien des objets, produits de seconde vie, tri, etc.), d'où le concept des 3R (Réduire, Réutiliser et Recycler les déchets).